# Leon Ruff
Dartanyon Ruffin (Pensacola, 14 de abril de 1996) es un luchador profesional estadounidense.

## Carrera en lucha libre profesional

### Evolve (2018-2020)
Ruff hizo su debut en Evolve Wrestling en Evolve 106 el 23 de junio de 2018, haciendo equipo con Tommy Maserati, siendo derrotados por Adrian Alanis y Liam Gray. En Evolve 131 el 13 de julio de 2019, Ruff y AR Fox derrotaron a The UnWanted (Eddie Kingston & Joe Gacy) para ganar el Campeonato en Parejas de Evolve. En Evolve 142 el 7 de diciembre, Ruff y Fox perdieron los títulos ante The Besties in the World (Davey Vega & Mat Fitchett), poniendo fin a su reinado en 147 días.

### WWE (2020-2021)
Aunque no estaba bajo contrato, Ruff apareció en el episodio del 4 de diciembre de 2019 de NXT, haciendo equipo con Adrian Alanis en un esfuerzo perdido contra The Forgotten Sons (Steve Cutler & Wesley Blake). A principios de 2020, Ruff luchó como competidor local en una variedad de programas de televisión de la WWE, incluidos Raw, SmackDown, NXT, 205 Live y Main Event. El 7 de octubre de 2020, Ruff firmó un contrato con WWE y fue asignado al WWE Performance Center.
En el episodio del 11 de noviembre de NXT, Ruff derrotó a Johnny Gargano para ganar el Campeonato Norteamericano de NXT. La semana siguiente en NXT, Ruff retuvo el campeonato contra Gargano por descalificación cuando Damian Priest, el rival de Gargano, golpeó intencionalmente a Ruff.
El 6 de agosto, Ruff fue liberado de su contrato con la WWE.

### GCW (2021-presente)
Leon Ruff hizo su debut en GCW el 11 de noviembre de 2021 en Detroit, con una victoria en un 5-Way Scramble Match.

## Vida personal
Ruffin está actualmente en una relación con la árbitro de la WWE Aja Smith.

## Campeonatos y logros
- Evolve
  - Evolve Tag Team Championship (1 vez) - con AR Fox[17]

- WWE
  - NXT North American Championship (1 vez)[18][19]

- Pro Wrestling Illustrated
  - Situado en el puesto No. 272 de los 500 mejores luchadores individuales en el PWI 500 en 2020[20]